# Freiherr
Freiherr (nemško: [ˈfʁaɪˌhɛɐ̯]; moški, okrajšano kot Frhr.), Freifrau ( [ˈfʁaɪˌfʁaʊ]; njegova žena, skrajšano Frfr., dobesedno "svobodni gospodar" ali "svobodna gospa")  in Freiin ([ˈfʁaɪ.ɪn], njegove neporočene hčere in dekliške tete) so oznake, ki se uporabljajo kot plemiški naslovi na nemško govorečih območjih Svetega rimskega cesarstva in v njegovih različnih državah naslednicah, vključno z Avstrijo, Prusijo, Bavarsko, Lihtenštajnom, Luksemburgom itd. Tradicionalno označuje naslovljeni rang znotraj plemstva nad Ritter ( vitez ) in Edler (plemstvo brez posebnega naziva) in pod Graf (grof, grofica). Naslov je nadomestil prejšnjo srednjeveško obliko Edelherr.
Po rangu približno ustreza angleškemu baronu. Pravopis Duden v nemškem jeziku se sklicuje na francoski plemiški naziv baron, ki izhaja iz latinsko-nemške kombinacije liber baro (kar pomeni tudi "svobodni gospod"), kot ustreza nemškemu "Freiherr"; in da je Baron ustrezno naslavljanje za Freiherrja.

## Freiherrv fevdalnem sistemu
Naslov Freiherr izhaja iz zgodovinske situacije, v kateri je lastnik imel svobodno (alodialno) lastninsko pravico do svoje zemlje, v nasprotju z "unmittelbar" ("neposredovano"), ali jo je imel brez vmesnega fevdalnega posedovanja; ali za razliko od navadnega barona, ki je bil prvotno vitez (Ritter) v vazalstvu do višjega gospoda ali suverena in za razliko od srednjeveških nemških ministerialov, ki so bili dolžni zagotavljati upravne storitve za gospoda. Freiherr je včasih izvajal dedne upravne in sodne pravice nad prebivalci njegovega baronija namesto podrejenosti, ki je lahko bila vojvodi (Herzog) ali grofu (Graf).

## Freiherrvs.Baron
Naslov Freiherr v nemškem jeziku je v slovenščini preveden kot "Baron". Tudi v nemščini,  Freiherr je v družbenih okoliščinah pogosto stiliziran in naslavljen z bolj elegantnim, latinskim ekvivalentom "Baron", čeprav ni uradni naziv.
Poleg tega so v 19. stoletju nekatere družine baltskega nemškega plemstva, ki so v zgodovini nosile naziv Freiherr, jih je rusko carstvo priznalo kot plemiče v obliki ukazov, ki so dodatno podeljevali enakovreden ruski naslov Baron. Ko so bili leta 1919 z ustavo Weimarske republike odpravljeni privilegiji članom dinastičnih in plemiških družin in so tako naslovi postali del priimka, so se nekateri člani prizadetih družin odločili za uradno ime Freiherr drugi pa so imeli raje Baron, da bi poudarjati svojo baltsko-nemško dediščino. Zato imajo lahko člani iste družine različne uradne priimke.
Prvotno razlikovanje od drugih baronov je bilo, da je Freiherr-ova zemljiška posest bila alodialna namesto fevda.
Baroni, ki so naslov prejeli od cesarja Svetega rimskega cesarstva, so včasih znani kot "baroni Svetega rimskega cesarstva" (Reichsfreiherren), da bi jih razlikovali od drugih baronov, čeprav je bil naslov kot tak preprosto Freiherr. Po razpadu Svetega rimskega cesarstva leta 1806 Reichsfreiherren niso pripadali plemiški hierarhiji nobene dežele, a so bili s sklepom dunajskega kongresa leta 1815 njihovi nazivi vseeno uradno priznani. Od leta 1806 so takratne neodvisne nemške monarhije, kot so Bavarska, Württemberg in Lippe, lahko ustvarile lastno plemstvo, vključno s Freiherren (čeprav si je volilni knez Brandenburga kot kralj prvotno izključno eksteritorialne Prusije še pred tem datumom prilastil pravico do poplemenitenja). Nekatere starejše baronske družine so začele uporabljati Reichsfreiherr v formalnih kontekstih, da bi se razlikovali od novih razredov baronov, ki so jih ustvarili monarhi manjšega ranga kot cesarji Svetega rimskega cesarstva, in ta uporaba še zdaleč ni zastarela.

## Funkcija

### Pred ukinitvijo plemstva
Kot pri večini nazivov in oznak v plemstvu na nemško govorečih območjih Evrope je bil rang običajno deden in bi se na splošno uporabljal skupaj s plemiškim predikatom von ali zu (včasih oboje: von und zu) pred priimkom. 
Dedovanje plemiških naslovov v večini nemško govorečih območij ni bilo omejeno na primogenituro. Zato so nazivi za vedno veljali enako za vse potomce prvotnega prejemnika po moški liniji: Vsi zakoniti sinovi Freiherr-a so delili njegov naslov in rang in so jih naslavljali Freiherr. Žena Freiherr-a nosi naslov Freifrau (dobesedno "svobodna dama") in hči Freiherr-a se imenuje Freiin (okrajšava za Freiherrin). Oba naziva sta v slovenščini prevedena kot "baronica".
V Prusiji in nekaterih drugih državah severne Evrope se je naziv Freiherr, dokler je obstajala monarhija, običajno uporabljal pred osebnim imenom (npr. Freiherr Hans von Schwarz). V Avstro-Ogrski in na Bavarskem pa bi ga vstavili med ime in priimek (npr Hans Freiherr von Schwarz).

### Od odprave plemstva
Po prvi svetovni vojni so bile monarhije ukinjene v večini nemško govorečih območij Evrope, plemstvo pa je izgubilo priznanje kot pravni razred v novonastalih republikah Nemčiji in Avstriji .

#### V Avstriji
Republika Avstrija je z Adelsaufhebungsgesetz z dne 3. aprila 1919  in pripadajoči odlok deželne vlade odpravila dedne plemiške nazive za svoje državljane. Javna uporaba takih naslovov je bila in je še vedno prepovedana, kršitve pa so lahko kaznovane. Hans Freiherr von Schwarz, kot avstrijski državljan, je zato izgubil naziv Freiherr von in bi bil preprosto imenovan kot Hans Schwarz v avstrijskem potnem listu.
V praksi pa se nekdanji plemiški nazivi še vedno družbeno uporabljajo v Avstriji; nekateri ljudje menijo, da je njihova uporaba stvar vljudnosti. Pokojni Otto von Habsburg, v otroštvu prestolonaslednik Avstro-Ogrske, se je imenoval Otto Habsburg-Lothringen v avstrijskem potnem listu po letu 1919 in Otto von Habsburg v nemškem potnem listu (bil je poslanec Nemčije v Evropskem parlamentu).
Leta 2003 je ustavno sodišče ( Verfassungsgerichtshof) odločilo, da Avstrijka, ki jo je posvojil Nemec in nosi plemiški naslov kot del svojega imena, tega naziva ne sme nositi v svojem imenu. Zvezno upravno sodišče ( Verwaltungsgerichtshof) je v podobnem primeru vprašalo Evropsko sodišče, ali bi ta avstrijska ureditev kršila pravico Evropske unije; Evropsko sodišče ni nasprotovalo avstrijski odločitvi, da ne sprejme besed Fürstin von kot del imena Avstrijke.